# Ronde van Frankrijk 2010/Elfde etappe
De elfde etappe van de Ronde van Frankrijk 2010 werd verreden op donderdag 15 juli 2010 over een afstand van 184,5 kilometer van Sisteron naar Bourg-lès-Valence. Deze etappe was een overgangsetappe met één bergje van de derde categorie na 56,5 kilometer waarna het in dalende lijn richting Bourg-lès-Valence ging. De tussensprints waren in Montlaur-en-Diois na 83,5 kilometer en in Mirabel-et-Blacons na 130 kilometer.

## Verloop

### Bergsprint
| Beklimming Col de Cabre na 56,5 km | Beklimming Col de Cabre na 56,5 km | Beklimming Col de Cabre na 56,5 km | 3e cat. 5 km à 5,9 % | 3e cat. 5 km à 5,9 % |
| Plaats                             | Naam                               | Naam                               | Punten               |                      |
| Winnaar                            | José Alberto Benitez               | José Alberto Benitez               | 4                    |                      |
| 2                                  | Stéphane Augé                      | Stéphane Augé                      | 3                    |                      |
| 3                                  | Anthony Geslin                     | Anthony Geslin                     | 2                    |                      |
| 4                                  | Jérôme Pineau                      | Jérôme Pineau                      | 1                    |                      |

### Tussensprints
| Tussensprint Montlaur-en-Diois na 83,5 km |                      |        |
| Plaats                                    | Naam                 | Punten |
| Winnaar                                   | Anthony Geslin       | 6      |
| 2                                         | Stéphane Augé        | 4      |
| 3                                         | José Alberto Benitez | 2      |

| Tussensprint Mirabel-et-Blacons na 130 km |                      |        |
| Plaats                                    | Naam                 | Punten |
| Winnaar                                   | Stéphane Augé        | 6      |
| 2                                         | Anthony Geslin       | 4      |
| 3                                         | José Alberto Benitez | 2      |

## Rituitslag
| Plaats  | Naam                | Ploeg                   | Tijd     |
| ------- | ------------------- | ----------------------- | -------- |
| Winnaar | Mark Cavendish      | Team HTC-Columbia       | 4u42'29" |
| 2       | Alessandro Petacchi | Lampre-Farnese Vini     | z.t.     |
| 3       | Tyler Farrar        | Team Garmin-Transitions | z.t.     |
| 4       | José Joaquín Rojas  | Caisse d'Epargne        | z.t.     |
| 5       | Robbie McEwen       | Team Katjoesja          | z.t.     |
| 6       | Yukiya Arashiro     | Bbox Bouygues           | z.t.     |
| 7       | Thor Hushovd        | Cervélo                 | z.t.     |
| 8       | Lloyd Mondory       | AG2R                    | z.t.     |
| 9       | Jürgen Roelandts    | Omega Pharma-Lotto      | z.t.     |
| 10      | Gerald Ciolek       | Team Milram             | z.t.     |
|         |                     |                         |          |
| 37      | Maarten Tjallingii  | Rabobank                | z.t.     |

## Strijdlustigste renner
|  | Renner        | Ploeg   |
|  | ------------- | ------- |
|  | Stéphane Augé | Cofidis |

## Algemeen klassement
| Plaats    | Naam                  | Ploeg              | Tijd      |
| --------- | --------------------- | ------------------ | --------- |
| Gele trui | Andy Schleck          | Team Saxo Bank     | 53u43'25" |
| 2         | Alberto Contador      | Astana             | + 0'41"   |
| 3         | Samuel Sánchez        | Euskaltel-Euskadi  | + 2'45"   |
| 4         | Denis Mensjov         | Rabobank           | + 2'58"   |
| 5         | Jurgen Van den Broeck | Omega Pharma-Lotto | + 3'31"   |
| 6         | Levi Leipheimer       | Team RadioShack    | + 3'59"   |
| 7         | Robert Gesink         | Rabobank           | + 4'22"   |
| 8         | Luis León Sánchez     | Caisse d'Epargne   | + 4'41"   |
| 9         | Joaquim Rodríguez     | Team Katjoesja     | + 5'08"   |
| 10        | Ivan Basso            | Liquigas-Doimo     | + 5'09"   |

## Nevenklassementen

### Puntenklassement
| Plaats      | Naam                | Ploeg               | Punten |
| ----------- | ------------------- | ------------------- | ------ |
| Groene trui | Alessandro Petacchi | Lampre-Farnese Vini | 161    |
| 2           | Thor Hushovd        | Cervélo Test Team   | 157    |
| 3           | Robbie McEwen       | Team Katjoesja      | 138    |
|             |                     |                     |        |
| 12          | Jürgen Roelandts    | Omega Pharma-Lotto  | 68     |
| 48          | Robert Gesink       | Rabobank            | 22     |

### Bergklassement
| Plaats        | Naam              | Ploeg                 | Punten |
| ------------- | ----------------- | --------------------- | ------ |
| Bolletjestrui | Jérôme Pineau     | Quick·Step            | 92     |
| 2             | Anthony Charteau  | Bbox Bouygues Télécom | 90     |
| 3             | Christophe Moreau | Caisse d'Epargne      | 62     |
|               |                   |                       |        |
| 4             | Mario Aerts       | Omega Pharma-Lotto    | 58     |
| 12            | Robert Gesink     | Rabobank              | 32     |

### Jongerenklassement
| Plaats     | Naam             | Ploeg              | Tijd      |
| ---------- | ---------------- | ------------------ | --------- |
| Witte trui | Andy Schleck     | Team Saxo Bank     | 53u43'25" |
| 2          | Robert Gesink    | Rabobank           | + 4'22"   |
| 3          | Roman Kreuziger  | Liquigas-Doimo     | + 5'11"   |
|            |                  |                    |           |
| 12         | Francis De Greef | Omega Pharma-Lotto | + 58'02"  |

### Ploegenklassement
| Plaats | Ploeg            | Tijd       |
| ------ | ---------------- | ---------- |
| 1      | Caisse d'Epargne | 161u14'29" |
| 2      | Team RadioShack  | + 0'31"    |
| 3      | Astana           | + 14'54"   |

## Opgaves
- Charles Wegelius (Omega Pharma-Lotto) (niet gestart)
- Robert Hunter (Team Garmin-Transitions) (niet gestart)
- Mark Renshaw (Team HTC-Columbia) (uitgesloten wegens onregelmatig sprinten)